# Conseil constitutionnel de la recherche
 (février 2021).
Le Conseil constitutionnel de la recherche (ou CRC pour Constitutional Research Council) est une « entité constituée » (organisme à but non lucratif) décrite comme particulièrement opaque, basée en Irlande du Nord, crée pour le financement du parti unioniste, et présidée par le conservateur écossais Richard Cook. 
C'est l'une des entités qui, lors des élections générales britanniques de 2017, semble avoir propulsé le Parti unioniste démocrate (DUP) au cœur du système politique britannique, contraignant la Première ministre de l’époque (Theresa May) à signer un accord avec les dix députés du DUP d’Irlande du Nord pour consolider son gouvernement minoritaire. Ceci s'est produit à un moment-clé de l'histoire anglaise, qui était la première phase du processus du Brexit, ce qui a donné au petit parti politique nord-irlandais pro-Brexit une influence notable sur le Royaume-Uni qui négociait alors les conditions de sa sortie  de l'Union européenne. 

## Risques de confusion
À ne pas confondre avec un groupe politique du même nom (dans sa traduction anglaise ou française) créé au Japon en 1999,.

## Rôle
Bien que cette entité communique peu, elle est connue pour avoir notamment aidé à financer :
- la campagne anti-indépendance Better Together, lors du référendum sur l'indépendance de l'Écosse (qui s'est déroulé le jeudi 18 septembre 2014) ;
- la campagne pro-Brexit du parti Parti unioniste démocrate (DUP) en Irlande du Nord (où les sondages et les résultats du vote ont montré que les habitants souhaitaient majoritairement que le Royaume-Uni reste dans l'Union européenne). Le DUP a aussi financé grâce au CRC des publicités Pro-Brexit en Grande-Bretagne continentale en 2016. Le CRC a même fait un don record de 435 000 £ pour cela au DUP, principalement utilisé pour financer de la publicité pro-Brexit sur le continent britannique[4] ;
- une autre entité dite Groupe de recherche européen et son ancien président Steve Baker de l'aile droite du parti conservateur[5],[6], climatosceptique et très europhobe[5], vice-président de 2015, il est devenu coprésident de Conservative for Britain (organisation regroupant des militants et députés eurosceptiques)[7], ardent défenseur d'une sortie sans accord de l'Union européenne" (« Brexit dur »). Il a été présenté comme l'un des membres les plus doctrinaire du gouvernement (dont il a démissionné en s'opposant à Theresa May) par New Statesman[8],[9].

## Opacité
En septembre 2023, le CRC n'a toujours pas de site Web. Il ne publie aucun compte, ni d'organigramme, ni de compte-rendu annuel d'activité, ni ne révèle jamais les noms de ses donateurs (ce qui est encore autorisé en 2020, par dérogation, en Irlande du Nord, initialement pour protéger les donateurs d'éventuelles représailles à l'époque de la guerre civile. 
La Commission électorale anglaise demande régulièrement, depuis 2005 et sans succès, la levée de ce secret qui ne permet pas la transparence démocratique nécessaire à des élections équilibrées et pourrait encourager des financements occultes et illégaux (blanchiment d'argent par exemple). 
Le seul titulaire de poste rendu public est le président Richard Cook. 
Cook, libertarien et europhobe, partisan de la Freedom Association (groupe de lobby politique proche de la droite et de l'extrême droite anglaises), est l'ancien vice-président du Parti conservateur et unioniste écossais. 
Il a été en 2003 candidat parlementaire pour la circonscription électorale du Parlement écossais Glasgow Cathcart (qui est aussi l'une des neuf circonscriptions de la région électorale de Glasgow), puis candidat aux élections partielles de 2005. Il a dit que le CRC est prêt à aider à financer une seconde campagne anti-indépendance lors du deuxième référendum prévu sur l'indépendance écossais.
Cook est un personnage controversé pour le secret dont il s'entoure (par exemple dans le Conseil constitutionnel de la recherche) dans les relations d'affaires qu'il a entretenues avec deux personnages également controversés, qui semblent connecter de l'argent sale (dark money) au financement de la campagne pro-Brexit : 
- le prince Nawwaf ben Abdelaziz Al Saoud. Ce dernier, proche du roi Abdallah ben Abdelaziz Al Saoud, est ancien ministre saoudien des Finances, porte-parole du gouvernement saoudien, diplomate, et chef du renseignement saoudien ;
- Peter Haestrup, un marchand d'armes danois  qui a été lié à une affaire de trafic d'armes au Bengale occidental, affaire décrite par Les autorités indiennes comme « le plus grand crime de l'histoire du pays »[13].